# گزینش در هولوکاست
گزینش (Selection) فرآیندی است که توسط نازی‌ها در طول هولوکاست برای جدا کردن جمعیت به دو گروه استفاده می‌شود - کسانی که می‌توانند برای کار اجباری مورد استفاده قرار گیرند و کسانی که بی اثر هستند و باید مستقیماً به مرگ فرستاده شوند.

## زمینه

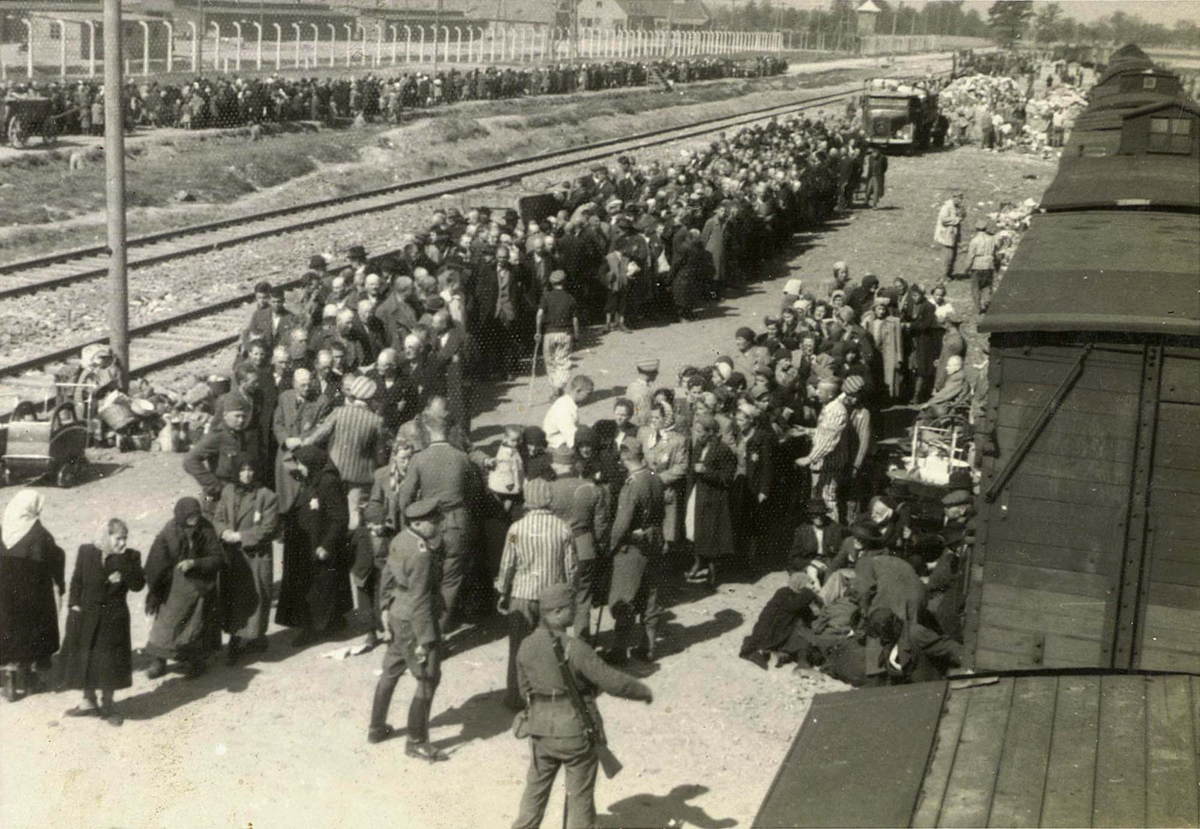
گزینش در سکوی ایستگاه راه آهن بیرکناو. ۲۷ مه ۱۹۴۴

در طول هولوکاست، گزینش عملی بود که توسط مقامها آلمان نازی برای دسته‌بندی و حذف یهودیانی که «غیرمولد» (یعنی ناتوان از کار) تلقی می‌شدند، انجام می‌شد. افرادی که در این دسته قرار می‌گرفتند معمولاً در سنین میانسالی، دارای خانواده‌های بزرگ، کودکان، مددجویان، معلولان، بیماران و سالمندان بودند. همه این افراد به اردوگاه‌های تمرکز برای نابودی سیستماتیک که از ماه مه ۱۹۴۲ آغاز شد، اخراج می‌شدند. بقیه به عنوان نیروی کار تا فرسودگی و فروپاشی مورد استفاده قرار می‌گرفتند.
به همین ترتیب، گزینش‌ها در ورودی اردوگاه‌ها نیز انجام می‌شد. این فرایند دوگانه برای فریب یهودیان، به عنوان بخشی از فریبکاری‌های مختلف پروپاگاندای نازی، طراحی شده بود تا یهودیان بدون مقاومت به قطارهایی که آنها را به اردوگاه‌های مرگ می‌برد، سوار شوند. حتی در طول زندگی روزمره اردوگاه‌ها، گزینش‌ها برای دسته‌بندی و جدا کردن کسانی که زنده مانده و هنوز قادر به کار بودند از کسانی که ضعیف شده بودند - موزلمان‌ها - انجام می‌شد. کسانی که موفق به زنده ماندن می‌شدند تا دسته‌بندی بعدی به کار ادامه می‌دادند و این چرخه تکرار می‌شد.

## گزینش در اردوگاه آشویتس
یهودیان از سراسر اروپا به  اردوگاه آشویتس فرستاده شدند: از نروژ در شمال تا ردس در جنوب اروپا، و از تولوز در جنوب فرانسه تا اوکراین در شرق. اکثر مردم با قطار به اردوگاه می آمدند، اغلب پس از یک سفر بسیار سخت در واگن های گاو سربسته که چند روز، حتی بیش از یک هفته طول می کشید، و در «رمپ یهودی» پیاده می شدند. از ژوئن ۱۹۴۴، قطارها با زندانیان از طریق یک شاخه راه آهن که برای این منظور ساخته شده بود، به اردوگاه بیرکناو می آمدند.
با رسیدن به سکو، یهودیان با خشونت و زور از قطار پیاده می شدند. زندانیان واحد کوماندو-کاندا مسئول پیاده کردن مسافران از واگن های قطار و جدا کردن آنها از وسایلشان بودند، با این وعده که اشیاء به آنها در اردوگاه بازگردانده می شود؛ به این زندانیان اجازه داده نمی شد در مورد سرنوشت رسیدگان به آنها چیزی بگویند. در سکو، مردان از زنان و کودکان جدا شدند. 

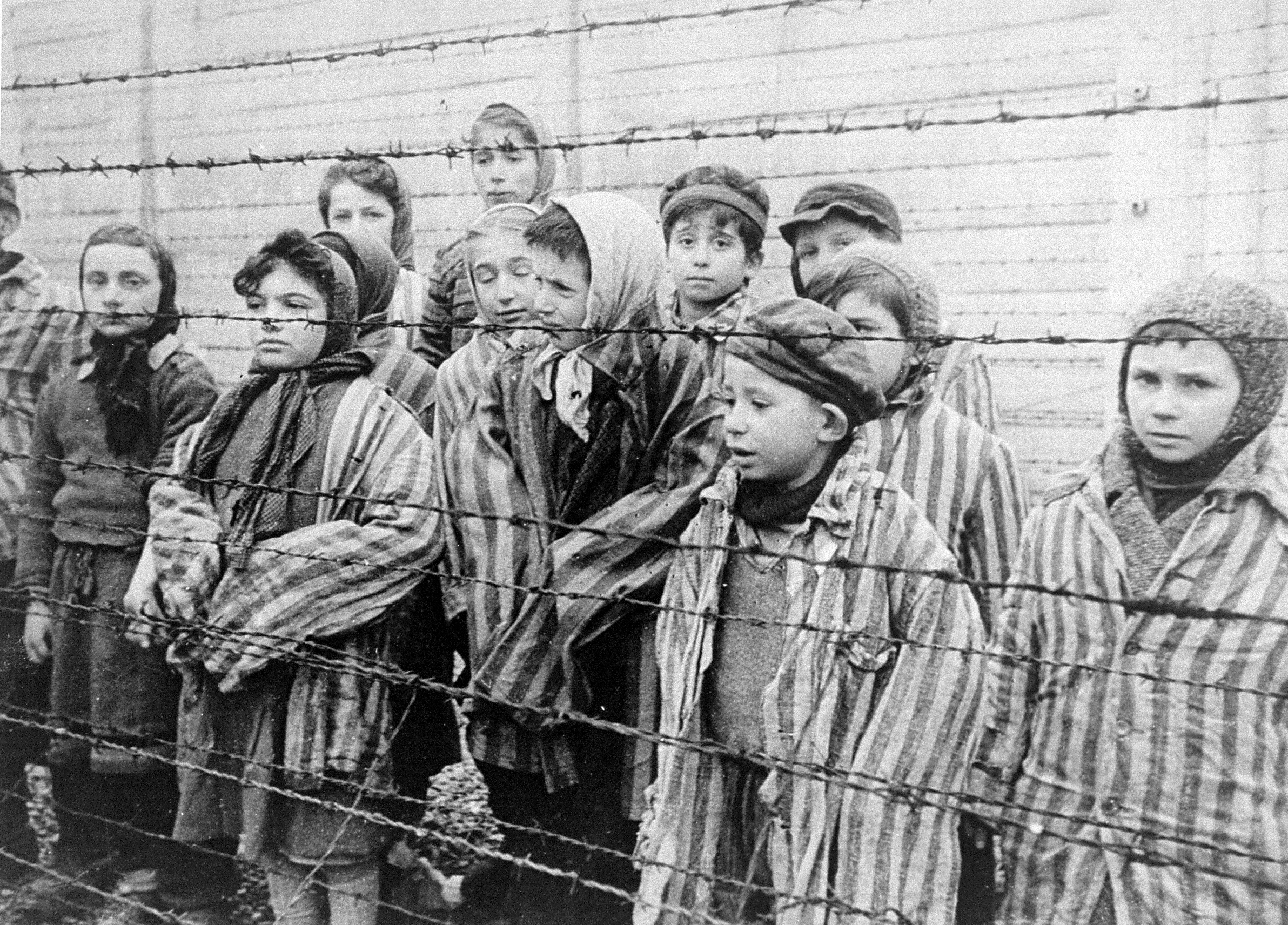
دوقلوهای یهودی که زنده نگه داشته شدند تا در آزمایشهای پزشکی منگل مورد استفاده قرار گیرند. این کودکان در ژانویه ۱۹۴۵ توسط ارتش سرخ از آشویتس آزاد شدند.

یک پزشک اس اس، که اغلب دکتر یوزف منگله بود، به همراه افسران اس اس دیگر گزینش از رسیدگان را براساس ظاهرشان انجام می دادند - کسانی که برای کار مناسب بودند و کسانی که مستقیماً برای کشتار فرستاده می شدند.  یوزف منگله پزشکی بود در اردوگاه آشویتس که آزمایشها  غیرانسانی روی انسان ها انجام می داد. هنگامی که قطاری با قربانیان جدید به اردوگاه می رسید، منگله تلاش می کرد پزشکی باشد که گزینش را انجام می دهد، تا بتواند خودش کسانی را که از نظرش برای آزمایشهایش مناسب بودند انتخاب کند.
گزینش معمولاً به طور سطحی و تصادفی انجام می شد. بر اساس تخمین ها، ۱۰٪ تا ۲۰٪ از مردان برای کار انتخاب می شدند و بقیه برای کشتار فوری محکوم می شدند. کودکان کوچک از مادرانشان گرفته می شدند و به زنان مسن تر ملحق می شدند، همراه با بیماران، ناتوانان و سالمندان، که برای مرگ فرستاده می شدند. 
برخی از محموله ها بدون هیچ گزینشی به طور کامل به اتاق های گاز فرستاده می شدند. به این ترتیب، محموله هایی از بیماران روانی از سراسر اروپا بدون هیچ گزینشی مستقیماً از ایستگاه راه آهن به اتاق های گاز فرستاده می شدند.